# Costularia hornei
Costularia hornei är en halvgräsart som först beskrevs av Charles Baron Clarke, och fick sitt nu gällande namn av Georg Kükenthal. Costularia hornei ingår i släktet Costularia, och familjen halvgräs. IUCN kategoriserar arten globalt som livskraftig.
Artens utbredningsområde är Seychellerna. Inga underarter finns listade i Catalogue of Life.